# ラミア (ギリシャ)
ラミア（Λαμία）は、ギリシャの中央ギリシャ地方の主都であり、フティオティダ県の県都である。

## 町の名称

### ラミアの由来
語源には諸説ある。
- ギリシャ神話
  - ポセイドーンの娘でゼウスとの間にシビュラを産んだラミアー (Λαμία/Lamia) から。
  - ヘーラクレースとオムパレーの息子のラモス (Λάμος/Lamos) から[1]
- この地域に居住していたマリ族 (Μαλιείς/Malieis) から。

### ジトゥニオン
中世には、ラミアの町はジトゥニオン(Ζητούνιον/Zetounion)と呼ばれ、869年に開かれた第8回キリスト教公会議の中で言及されたのが初めであり、その後変化を経つつも、19世紀初めまでジトゥニ(Ζητούνι/Zitouni)として名称は残った。この名称についてもいくつかの説があり、アラビア語の"zeitun"（オリーヴ）から取られたという説や、スラヴ語の"sitonion"（川の向こうの地）からだという説もある。1204年にラテン帝国がジトゥニオンを攻略すると、この町はジルトゥニオン(Zirtounion)、ジトニオン(Zitonion)、ジルトン(Girton)（フランス人支配時）、エル・シト(El Cito)（カタルーニャ人支配時）という名称で呼ばれるようになった。さらに、オスマン帝国時代にはイズティン(Iztin)とも呼ばれた。

## 歴史
古くは紀元前5千年紀の頃から人間が住んでいたが、ラミアが歴史に登場するのは、紀元前424年に発生した地震の後からである。その頃のラミアは、スパルタの重要な軍事基地であった。その後マケドニア王国のアレクサンドロス3世（大王）に征服されたが、大王の死後、アテナイやギリシアの他のポリスは、マケドニア王国の支配に対して反発した。この時マケドニア王国の将軍アンティパトロスは、ラミアの町に逃れた。この紀元前323年から紀元前322年にかけて行われたラミア戦争は、アテナイの将軍レオステネスの死と、20,000人強のマケドニア王国軍のラミア到着によって終結した。その後、特にアエトリア同盟の統治下に入った紀元前3世紀には、ラミアの町は繁栄した。しかし、紀元前190年に、共和政ローマの執政官マニウス・アキリウス・グラブリオがラミアを占領すると、町の繁栄は終わった。1829年にはギリシャ領となり、当時は国境の町となった。

## 観光

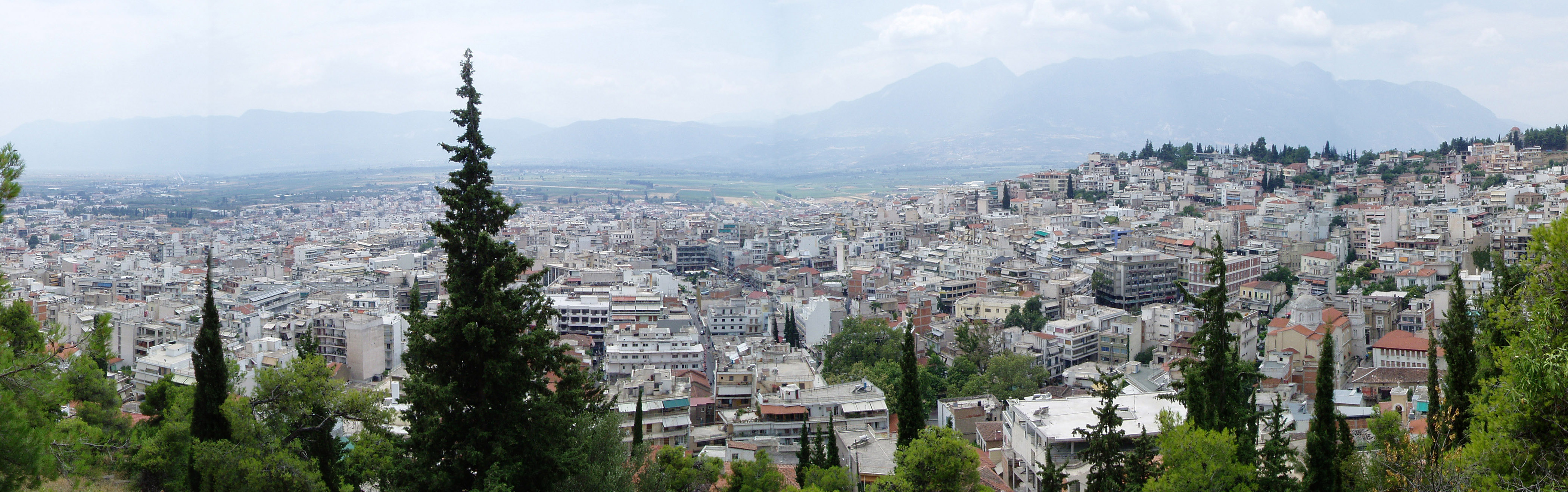
アクロポリスからのラミア市街の風景

- カストロ - ラミアの要塞化されたアクロポリス
- 自由広場（プラティア・エレフテリアス）- 大聖堂があり、独立記念日パレードが行われる場所。屋外席付きのカフェも多くある。
- ディアコス広場 - アタナシオス・ディアコスの像がある広場。
- パルク広場
- 人民広場 - アリス・ヴェルヒオティスの像がある広場。

## 人口推移
| 年   | 市人口    | 年間増加数 | 年間増加率 |
| ---- | --------- | ---------- | ---------- |
| 1981 | 4万1846人 |            |            |
| 1991 | 5万5445人 | +1360人/年 | +28.5‰/年  |
| 2001 | 5万8601人 | 0+316人/年 | 0+5.6‰/年  |

## 著名な出身者
- アタナシオス・ディアコス (1788–1821)、ギリシャ独立戦争時のギリシャ軍司令官
- アリス・ヴェルヒオティス (1905–1945)、ギリシャ内戦時のギリシャ人民解放軍 (ELAS) の指導者
- イリアス・ツィリモコス (1907–196)、ギリシャ王国首相
- タノス・リヴァディティス (1935–2005)、俳優・脚本家
- ニキ・バコイヤーニ (1968–)、陸上選手

## 姉妹都市
- ジェシュフ、ポーランド

## スポーツ
- ラミアFC
- ラミア・スキー登山クラブ（XOOL）
- ヨニコス・ラミアスBC
- GSラミア
- ニレアス・ラミアス
- ヨニコス・ネアス・マグニシアス